# George S. Zimbel
George S. Zimbel, né le 15 juillet 1929 à Woburn (Massachusetts, États-Unis) et mort le 9 janvier 2023 à Montréal (Québec, Canada), est un photographe américain émigré au Canada.
Il est surtout connu pour la photographie, intitulée The Flower, sur laquelle on voit Marilyn Monroe avec sa robe relevée par le courant d'air d’une bouche de métro. Il est membre de l'Académie royale des arts du Canada depuis 2006.

## Biographie
George Sydney Zimbel est né en 1929 à Woburn dans le Massachusetts aux États-Unis, de parents immigrants juifs. Dans les années 1950 et 1960, il photographie des personnalités américaines de la politique et du cinéma telles que Harry S. Truman, Jacqueline Kennedy, John Kennedy, Richard Nixon et Marilyn Monroe.
En 1971, il émigre avec sa famille au Canada sur l’Île-du-Prince-Édouard avant de s'installer à Montréal en 1980,.
Le Musée des beaux-arts de Montréal lui consacre une exposition en 2015.
L'essentiel de son travail est en noir et blanc argentique avec des appareils de la marque Leica.
George Zimbel meurt le 9 janvier 2023 à Montréal à l'âge de 93 ans,.

## Musées et collections publiques
- Centre des arts de la Confédération
- Musée d'art contemporain de Montréal
- Musée des beaux-arts de Montréal
- Musée des beaux-arts de la Nouvelle-Écosse
- Musée des beaux-arts du Canada
- Musée national des beaux-arts du Québec[7]
- Prince Edward Island Museum and Heritage Foundation
- Museum of Modern Art
- Centre international de la photographie
- Musée des Beaux-Arts de Houston
- Musée métropolitain de la photographie de Tokyo

## Expositions
2015 : George S. Zimbel: un photographe humaniste, du 9 septembre 2015 au 3 janvier 2016, Musée des beaux-arts de Montréal, Montréal.

## Citation
« J’ai fait de la photographie couleur, mais pour moi, tout passe vraiment mieux par le noir et blanc. Je ne comprends pas aujourd’hui cette passion qu’ont les gens pour l’hyperréalisme que produisent les appareils numériques. C’est bien… à condition que ce soit vraiment ce que vous souhaitez faire ! Ce n’est pas pour moi. »